# Foxhole
Foxhole är en by i civil parish St. Stephen-in-Brannel, i distriktet Cornwall, i grevskapet Cornwall, i England. Byn är belägen 16 km från Truro. Byn hade 1 531 invånare år 2021.